# Jelle van der Heyden
Jelle van der Heyden (Arnhem, 31 agosto 1995) è un calciatore olandese, centrocampista dell'IFK Mariehamn.

## Palmarès

### Club

#### Competizioni nazionali
- Eerste Divisie: 1

Twente: 2018-2019